# ヴィヘン
ヴィヘン (蘭: Wijchen [ˈʋixə(n)] ( 音声ファイル))は、オランダのヘルダーラント州にある基礎自治体（ヘメーンテ）。

## ヴィヘン城
地区の中には14世紀に建築されたヴィヘン城がある。周囲は濠に囲まれており、1609年から1929年頃にマニエリスムの様式へと変わり現在まで至る。道を挟んで反対側にヴィヘン市役所があり、現在では重要な会議を行う会議室として使用されている。

## 出身者
- ロイ・マカーイ - オランダ代表のサッカー選手。
- フレット・ルッテン - サッカー指導者。